# Placozoa
Placozoa su strukturno najjednostavnije mnogostanične (Metazoa) životinje i čine jednu jedinu vrstu, Trichoplax adhaerens, unutar vlastitog koljena. Znanstveno ime bi, prevedeno, značilo "plosnata životinja".
Ova je životinjica otkrivena tek 1883. i sve do 1970-ih je smatrana planula larvom neke od vrsta iz razreda Hidrozoa. 
Placozoa se klasificira zbog nepostojanja simerije sa spužvama u podcarstvo Parazoa, dok po drugima pripada podcarstvu Agnotozoa

## Građa
Placozoa ima vrlo spljošteno tijelo, oblika pločice debele najčešće jedva oko 25 mikrona. Promjer joj je često manji od pola milimetra, a rijetko više od dva do tri milimetra. Golim okom izgledaju sivkaste, a okrenute prema svjetlu, jedva ih se nazire. Površno gledano, slične su amebama, a kao i one, stalno mijenjaju oblik. Nemaju tkiva niti organe.
Kako funkcionalno, tako i izgledom imaju leđnu i trbušnu stranu. Obje strane su pokrivene slojem stanica izvana prevučenom sluzi. Zbog postojećih veza (Dezmozom) između stanica, podsjećaju na epitelno tkivo. No za razliku od pravog epitela, ove životinje nemaju tanki sloj (bazalna membrana) od ekstrastaničnog materijala koji ukrućuje epitel i odvaja ga od unutrašnjeg dijela organizma. Nedostatak ove strukrure koju inače imaju sve životinje osim spužvi može se objasniti potrebom, da se izbjegne čvrstoća koja bi životinji onemogućila mijenjanje oblika. 
Odrasli primjerak građen je od oko 1000 stanica koje se mogu grupirati u četiri vrste. Jednostavne bičaste stanice na leđnoj strani su spljoštene i nemaju lipide. Stanice na trbušnoj strani su isto bičaste, no drugačije su složene, tako da gusto zbijeni "bičevi" tvore "pužuće stopalo". Između ovih stanica s trbušne strane nalaze se stanice bez bičeva koje, vjerojatno, mogu sintetizirati probavne enzime.
Unutrašnji prostor između ova dva sloja ispunjen je tekućinom u kojoj se, osim u dijelu neposrednog spoja gornjeg i donjeg sloja, nalazi samo jedna velika stanica. To je vlaknasta mrežasto strukturirana stanica u kojoj je veći broj staničnih jezgri koje su razdvojene poprečnim unutrašnjim stijenkama (Septa), ali nisu odvojene pravim staničnim membranama. Slične strukture imaju spužve (Porifera) i mnoge gljive (Fungi).

## Rasprostranjenost i životni prostor
Točni podaci o rasprostranjenosti Placozoa ne postoje, no životinje su nađene između ostalog u Crvenom, Sredozemnom i Karipskom moru, zatim ispred Havaja, Guama, Samoe, Japana, Vijetnama i Papue Nove Gvineje kao i na Velikom koraljnom grebenu i uz australsku istočnu obalu.